# 14 Regiment Pieszy im. Potockich
14 Regiment Pieszy im. Potockich – oddział piechoty armii koronnej wojska I Rzeczypospolitej.

## Formowanie i zmiany organizacyjne
Regiment Pieszy im. Potockich został ufundowany w 1785 przez wojewodę ruskiego Szczęsnego Potockiego. W zamian za to otrzymał on patent szefa regimentu. Szczęsny Potocki ofiarował 400 "gołych" chłopów, których Rzeczpospolita musiała umundurować, uzbroić oraz całkowicie wyekwipować. W sporej części rekrutował się spośród żołnierzy prywatnych i „klienteli" tulczyńskiej. Przysięgę złożył w Tulczynie wraz z poświęceniem chorągwi w trzeci dzień uroczystości imieninowych szefa - 10 maja 1786 roku.
Regiment wyjątkowo składał się z czterech kompanii. W sumie liczył 400 żołnierzy.
W 1786 roku wprowadzono numeracje regimentów piechoty od 1 do 14. Regiment gwardii pozostał bez numeru. Regiment pieszy im. Potockich uzyskał numer 14.
W 1786 roku liczył 400 żołnierzy.
Reformy Sejmu Wielkiego zwiększyły stany polskiej piechoty w poszczególnych regimentach. Etaty z października 1789 i maja 1792 roku zakładały istnienie regimentu składającego się z dwunastu kompanii uszykowanych w trzy bataliony, w tym jeden grenadierski i dwa fizylierskie. W praktyce nigdy takiej organizacji nie osiągnięto. Jedynie w 1790 rozbudowano regiment do ośmiu kompanii poprzez podzielenie i uzupełnienie istniejących. W przededniu wojna w obronie Konstytucji 3 maja 9 regiment piechoty im. Potockich szefostwa Teodora Potockiego liczył 1560 żołnierzy.
W czerwcu 1789 roku przydzielono go do Dywizji Ukraińsko-Podolskiej. W przededniu wojny polsko-rosyjskiej I batalion przydzielony został do dywizji ks. Józefa Poniatowskiego, a II batalion do dywizji gen. mjr. Michała Wielhorskiego. 
Gdy w 1793 Rosjanie wcielali polskie oddziały do swoich szeregów, regiment im. Potockich odmówił złożenia przysięgi i za próbę przedarcia się z bronią do Turcji został rozwiązany. Działo się to na mocy, podpisanej 23 stycznia 1793 roku, konwencji rosyjsko-pruskiej. 
W Siłach Zbrojnych Rzeczypospolitej Polskiej tradycje regimentu kultywowała 14 Brygada Obrony Terytorialnej.

## Barwy regimentu
- wyłogi jasnoniebieskie, naramienniki srebrne, guziki białe[9]

W roku 1789  zmieniono poważnie krój i kolor mundurów piechoty. Składał on się z granatowej kurtki zimowej z wyłogami jasnoniebieskimi, naramiennikami srebrnymi, lejbika białego ze stojącym kołnierzem, w lecie koletu sukiennego w kolorze białym z wykładkami podobnymi do wyłogów, zapinanego na guziki białe od dołu do góry, długich białych spodni wkładanych do butów kroju węgierskiego, wysokich do kolan i wyciętych z tyłu, a wreszcie z kołpaka okrągłego filcowego, o wysokości około 30 cm, z sukiennym wierzchem pąsowym, daszkiem i blachą mosiężną z orłem. Żołnierze nosili też halsztuki i naramiennik z czarnej szmelcowanej blachy z nicianym kutasem, a jako strój koszarowy — kitle i furażerki. Mundury były o wiele wygodniejsze i pozwalały na większą swobodę ruchów. Strój oficerów różnił się barankowym czarnym obszyciem czapek i galonami. Roczny koszt umundurowania piechura (wraz z przymunderunkiem) wynosił 111 zł.
- w czasie insurekcji: wyłogi niebieskie, guziki srebrne[11]

## Żołnierze regimentu
Stanowisko szefa regimentu, związane z wielkimi poborami, było najczęściej uważane za synekurę. Szefowie posiadali prawo fortragowania (przedstawiania do awansu) oficerów. Regimentem dowodził zazwyczaj pułkownik. Etatowo, do 1790 roku, w sztabie służyło siedmiu (ośmiu?) oficerów. Byli to: szef regimentu, pułkownik, podpułkownik, major, regimentskwatermistrz, adiutant, audytor i regimentsfelczer(?). W kompaniach było czterech kapitanów, czterech poruczników i czterech chorążych. Zatem w regimencie znajdowało się 20 oficerów wyłączając kapelana.

W związku z podniesieniem etatu całego wojska, pojawił się w czerwcu 1790 roku drugi major, trzech kapitanów sztabowych, prawdopodobnie drugi porucznik adiutant, czterech poruczników, ośmiu podporuczników i czterech chorążych. Podniosło to liczbę etatową oficerów do 40 osób.
Przez cały czas istnienia jednostki szefami regimentu byli Potoccy
Szefowie
- Stanisław Szczęsny Potocki (woj. ruski, gen. art. kor. do 1789)
- Stanisław Potocki (5 maja 1789)
- Teodor Potocki (5 lutego 1790)

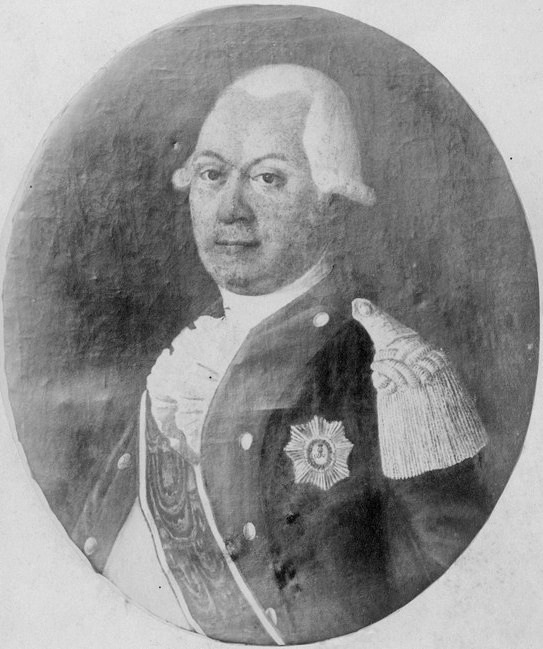
Teodor Potocki
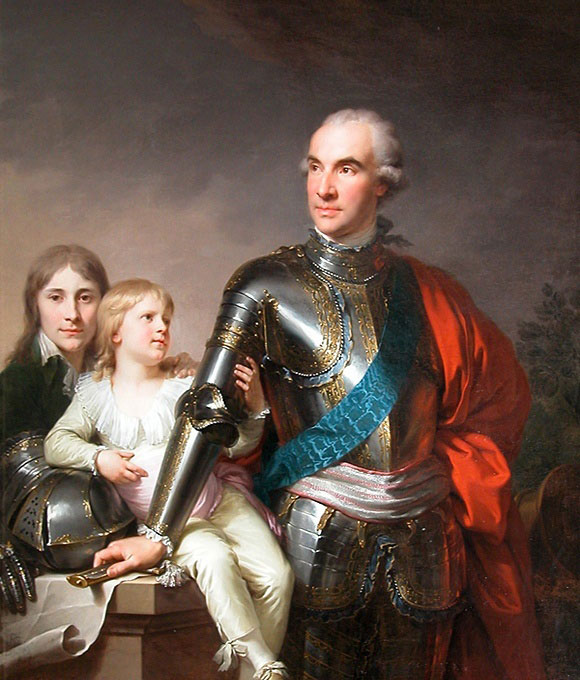
Stanisław Potocki

Pułkownicy
- Adam Moszczeński (do 05.03.1792)
- Jakub Lanckoroński (od 05.03.1792, gen. mjr 12 marca 1794))

## Walki regimentu
14 Regiment Pieszy im. Potockich uczestniczył w 1792 w VII wojnie polsko-rosyjskiej toczonej w obronie Konstytucji 3 Maja. Stan osobowy: 1560 ludzi.
W przededniu wojny polsko-rosyjskiej jego I batalion w sile 715 żołnierzy przydzielony został do dywizji ks. Józefa Poniatowskiego, a II batalion, liczący 716 żołnierzy do dywizji gen. mjr. Michała Wielhorskiego. Po raz pierwszy żołnierze regimentu walczyli 15 czerwca 1792 roku. W tym dniu osłaniali odwrót 4 Dywizji Wołyńskiej pod Boruszkowicami. 18 czerwca 1792 regiment walczył pod Zieleńcami. W bitwie tej ks. Józef Poniatowski osobiście prowadził do kontrataku 1 batalion.  
Bitwy i potyczki:
- bitwa pod Boruszkowcami (15 czerwca 1792),
- bitwa pod Zieleńcami (17 czerwca),
- Bereżce (18 lipca).

## Hierarchia regimentu
Przez większą część swojego istnienia regiment nosił numer 14. Przez kilka miesięcy I połowy 1790 używał numeru 7.
Schemat:
- regiment pieszy im. Potockich (1785-1786) → regiment 14 pieszy im. Potockich (1786-1790) → regiment 7 pieszy im. Potockich (1790) → regiment 13 pieszy im. Potockich (1790-1793) ↘ rozwiązany przez Rosjan